# Cerro Michincha
Cerro Michincha – stratowulkan na granicy Boliwii i Chile. Na wschód od niego leży Olca. Jedyną zarejestrowaną erupcją była ta z lat 1865–1867.